# Кірпілі
Кірпілі (рос. Кирпили, тюрк. міст, переправа) — річка в Краснодарському краї.
Витоки Карпілі знаходяться за 7—8 км на захід від станиці Ладозької, впадає у Кірпільский лиман за 10 км на захід від станиці Степової. Довжина річки — 202 км.
У станиці Медведовської в Кірпілі впадає її ліва притока — річка Кочети завдовжки 37 км, що утворюється від злиття річок Перша, Друга і Третя. Біля міста Тимашевська в Кірпілі впадає невеличка річка Кірпільці.
Від міста Тимашевська до станиці Новоджерелієвської річка розливається по широкому річищу, створюючи ланцюг лиманів. Західніше, розливаючись ще ширше, вона замулює місцевість, перетворюючи її у плавні. Тут також тягнеться низка невеличких озер, перехідних поблизу Азовського моря в цілий ланцюг лиманів, у тому числі найбільшим є Кірпільський. Останній через лимани Рясний і Ахтарський пов'язані з Азовським морем.
Живлення річки за рахунок атмосферних опадів та ґрунтових вод. Це маловодна річка.
У басейні Кірпілі понад 100 ставів, що використовуються за для обводнения, зрошення і рибальства.